# Franco Restaino
Giovanni Franco Restaino (Alghero, 1º marzo 1938) è uno storico della filosofia e filosofo italiano.

## Biografia
Dopo essersi laureato nel 1961 presso l'Università di Cagliari, a partire dal 1961 ha svolto attività didattica nella stessa università, ricoprendo anche la carica di Preside della Facoltà di Lettere e Filosofia dal 1984 al 1993. Dal 1994 al 2009 Franco Restaino è stato docente di filosofia teoretica presso l'Università degli studi di Roma Tor Vergata.
Negli anni ha pubblicato numerosi studi soprattutto nel campo della storia della filosofia inglese, francese e americana e dell'estetica, mentre negli ultimi anni ha orientato la propria ricerca sul campo della filosofia femminista. La sua pubblicazione forse più nota, anche al di fuori dell'ambiente filosofico, è però una Storia del fumetto: da Yellow Kid ai manga, pubblicata nel 2004, che non ha mancato anche di suscitare alcune polemiche, fino al punto che un gruppo di appassionati di fumetti ha lanciato una petizione online chiedendo alla casa editrice il ritiro del libro, accusato di contenere gravi lacune ed errori.